# Atractus edioi
Atractus edioi este o specie de șerpi din genul Atractus, familia Colubridae, descrisă de Da Silva, Rodrigues Silva, Ribeiro, Souza și Do Amaral Souza în anul 2005. Conform Catalogue of Life specia Atractus edioi nu are subspecii cunoscute.